# 明石元二郎
明石元二郎（日语：／ Akashi Motojirō，1864年9月1日—1919年10月24日），號柏蔭，福岡藩博多大名町出身，日本陸軍大将，台灣日治時期第7任總督，唯一一位於任內逝世及葬於台灣的總督。

## 生平

### 背景
日本元治元年（1864年）9月1日，生於日本福岡藩博多大名町。父親是黑田藩士明石助九郎，明石元二郎是明石助九郎的次男，母為壽子。

### 求學時期
初入藩校修猷館（現在是福岡縣立修猷館高等學校）就讀，明治16年（1883年），從日本陸軍士官學校畢業。
明治22年（1889年），從日本陸軍大學校畢業。
明治27年（1894年），派至德國留學，1895年回國，同年他擔任近衛師團參謀，隨能久親王來到台灣參與乙未戰爭。

### 日本駐外武官生涯
明治34年（1901年），初任職日本駐法國公使館陸軍武官。
明治35年（1902年），轉任駐俄公使館武官。
明治37年（1904年）他對率領芬蘭的革命黨柯尼·希力亞客士，受俄國侵略各國的反抗人士、以及率領俄羅斯國內的革命政黨社会革命党的叶夫诺·阿泽夫等人進行資金援助、在俄羅斯國内的反戰、反政府運動火上加油，造成沙皇內憂外患，打擊俄羅斯繼續對日戰爭的決心。甚至在战争开始之前，明石就多次险些被俄罗斯帝国的秘密警察公共安全与秩序保卫部（Ochrana）抓走和暗杀，1904年底，他转移到赫尔辛基。他广泛走访了斯德哥尔摩、华沙、日内瓦、里斯本、巴黎、罗马、哥本哈根、苏黎世，甚至是伊尔库茨克。明石向选定的俄罗斯无政府主义者团体、芬兰和波兰的分离主义者以及克里米亚和俄罗斯突厥斯坦对俄罗斯统治心怀不满的穆斯林团体输送资金和武器。在日本，人们普遍认为明石是暗杀俄国内政部部长维亚切斯拉夫·冯·普勒韦（许多日本人认为他对战争负有责任）的幕后黑手；以及支持格奥尔基·加邦神父，他组织了血腥星期日起义和波将金号战列舰起义。
日俄戰爭爆發時，明石（當時階級為大佐）已從俄國前往日本駐瑞典公使館，並以此為據點進行對俄情報活動。由山縣有朋主持的参謀本部撥給當時金額100萬日圓（當時日本政府一年的總預算約6億8千萬圓左右，一個臺灣工人日薪約是1圓）的工作資金，以策動1905年俄国革命。明石在日俄戰爭中從各方面計劃使俄國政情不安而難以繼續作戰，對日本的勝利作出貢獻。日本陸軍參謀本部參謀次長長岡外史說：「明石一人可抵陸軍10個師團」。
有觀點認為明石的情報工作與後來1917年俄国革命的成功有很大關係，據傳列寧亦提及：「真的感謝日本的明石大佐，想頒給他感謝狀。」但據日本名城大學教授稻葉千晴的研究顯示，明石元二郎曾與列寧會面雖是事實，但並無任何證據顯示列寧曾有此對話，且明石在歐洲的情報工作被俄羅斯帝國公安警察注意，而其反帝俄的工作大半被認為是失敗的。雖然稻葉對明石在歐洲的諜報成果持否定意見，但對明石在歐洲情報活動的組織化，及情報收集的質量俱優有高度的評價。
1910年7月至擔任台灣總督前，在朝鮮由韓國統監寺内正毅任命憲兵隊為警務總長兼任司令官，以高壓的手段進行武斷統治。

## 台灣總督生涯
大正7年（1918年）6月6日，日本政府指派出任第7任總督，於7月22日到任並於該月2日升任陸軍大將。

### 傳染病流行
明石元二郎的任內，嚴重的傳染病不斷爆發。他抵達台灣的7月，爆發了嚴重的霍亂疫情，約有三千名的患者。隔年，又因來自中國的霍亂疫者，導致另一波的霍亂疫情，將近有四千名的台灣民眾死亡。此外，並有流行性腦脊髓膜炎的爆發。
1918年5月，西班牙流感首次侵襲台灣，沒有造成太大的傷亡，10月中旬後，先是日本內地傳出流感蔓延的消息，許多機關運作已受影響，內務省緊急派出防疫官，前往各地指導監督預防流感。10月底，第二波西班牙流感襲擊全台。28日，先是有軍人染上流感而送醫，至31日，台灣慶賀大正天皇壽誕時，更爆發出基隆公校（小學）師生270名患流感的事件，該月台北衛戌醫院入院109名的病患中，就有93位是流感患者，顯然流感已經散播開來，而且疫情並不在醫療體系的監控中。疫情迅速蔓延，死亡人數也節節升高，火葬場、喪葬用品甚至一度不敷使用。至12月中旬的統計，已經造成約77萬9000餘人染到惡性流感，死亡人數達到2萬5000餘人，比蔓延近20年的鼠疫死亡人數還多。此波流感死亡率約為3.3%，比美國地區的2.5%還高，也高過於日本全國的1.21%。

### 任內政績
明石元二郎10個月內巡視全島各地，是歷任總督中罕見的紀錄。
明石可說是相當有心要在台灣展現其統治長才，他改革官制、三審制度，著手興建基隆至高雄縱貫道路等，鋪設海線縱貫鐵路。任內創立台灣電力株式會社，將日本時代台灣最大規模的電力建設——日月潭水力發電計畫，以及當時亞洲最大的水庫——烏山頭水庫定案。在其任內頒佈台灣教育令、森林令等，大興職業教育，並廣設各級職業學校。他同時特別重視警察事務，改善警察的待遇並巡視地方6次。

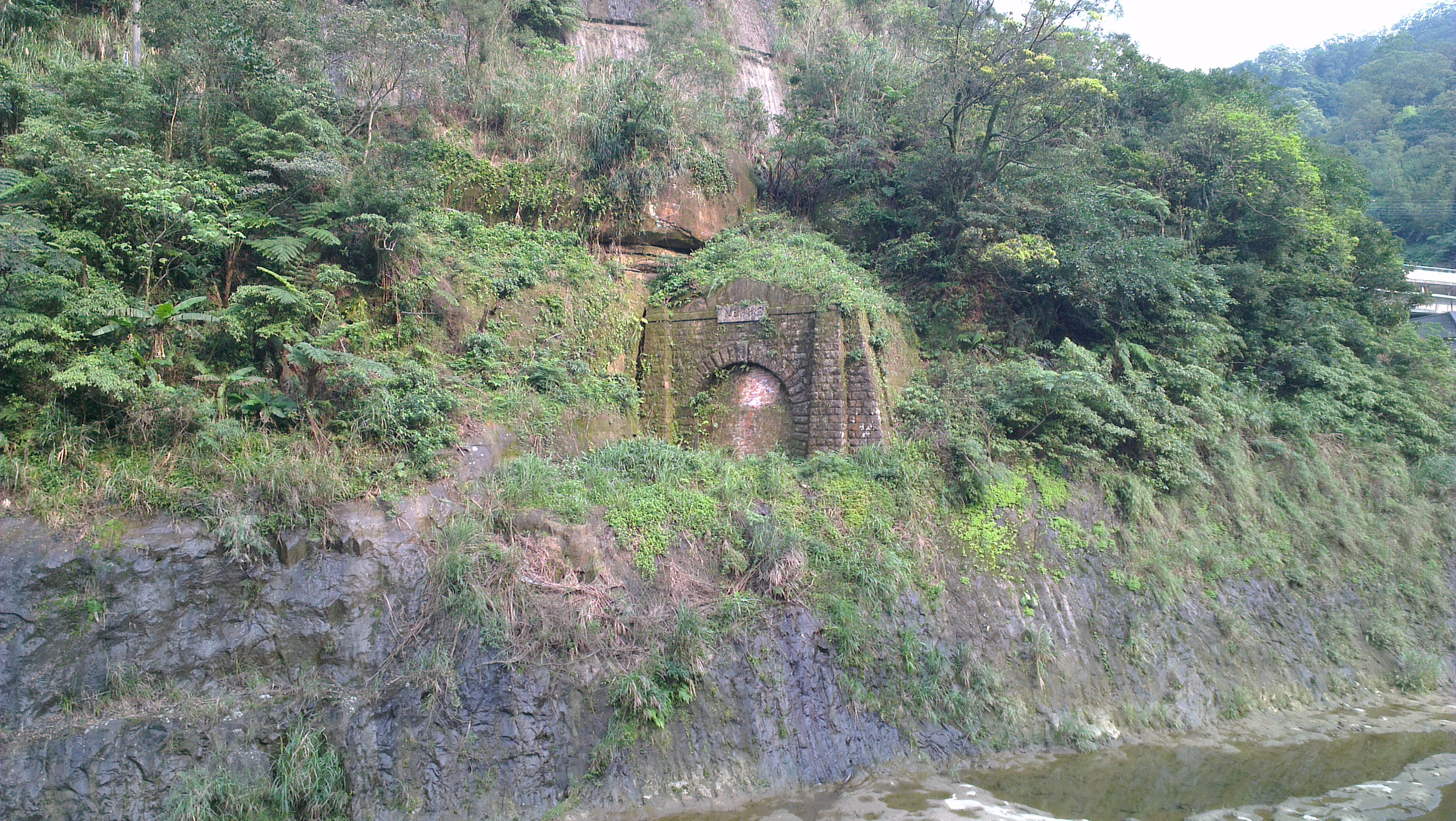
已廢除的臺灣鐵路管理局宜蘭線三瓜子隧道。隧道口匾額上的草書「至誠動天地」為明石元二郎題字。

因為傳染病流感疫情，明石總督召開了醫學大會，11月3日的台灣醫學大會作成決議，建議停課，總督府方面於是緊急宣布台北各級學校於11月5日起停課五天，以避免學校成為傳染的中心。到了1919年1月，疫情終於逐漸緩和。
雖有流感的威脅，明石依然勤奮的往來於日本內地和台灣各地。1919年5月，明石剛結束第二次東京出差的旅程返回台灣，馬上又出發往東台灣蘇澳、花蓮、台東，率領人員橫越海拔一千餘公尺的浸水營古道至屏東枋寮。隔天卻又趕回台北開會，接見各廳廳長。明石馬不停蹄的南北奔波，增加了「西班牙流感」感染的機會。在6月底時，明石出現了發燒的症狀，但他並不以為意，依然繼續工作。不過至7月1日時，他卻突然因身體不適而無法參加晚宴，身體狀況也急轉直下。到了7月2日，明石的體溫上升到40.5度，在醫師的診療下，確定這個積極推動對抗流感措施的總督，也染上了流感並引發肺炎。4日，明石病情更是危急，幾乎陷入彌留的狀況，脈搏極淺且快，呼吸急促並有間歇性的咳嗽產生，還好在醫師的照料下度過難關。但經歷這場大病後，明石的體能和抵抗力已經被大幅削弱了。

## 逝世
大正8年（1919年）8月24日，明石元二郎成為首任台灣軍司令官。10月13日，明石元二郎因公務搭乘名為信濃丸的船艦返回日本內地，在船上他先是有些感冒的症狀，過了三天病情又急遽惡化，還好病情一度好轉，明石總算抵達日本。但抵達日本後，明石虛弱的身體又衍生出腦溢血的情況，同年10月24日病逝於日本故鄉福岡縣，是唯一一位在任期中死亡的總督。
去世時日本政府為了給予明石元二郎授予男爵爵位，不得不延遲至10月26日才發布其死訊。
大正8年（1919年），遵照其遺言“如果吾身有任何萬一之事，定要葬於台灣，願余死後能成為之護國之魂，方可鎮護我台灣人民。”遺體由日本福岡運回臺灣，葬於台北三板橋日本人公墓（位於今台北市中山區林森公園），法名少林院殿柏蔭自得大居士，是唯一一位埋骨於台灣的總督。而在他出生地附近的勝立寺則保有一座埋藏著他的頭髮和指甲的墳墓。
但在二戰之後，其在台灣的墓園被建築所掩蓋；直到1997年臺北市政府強制收回林森北路附近被居民長期占據的市地，在抗爭及拆除大批違建時，人們才發現雜亂的違章建築區裡隱藏著一座被人遺忘的台灣總督墳墓。
1999年，其墓受到林森公園興建的影響而遷葬於臺北縣三芝鄉（今新北市三芝區）福音山基督教墓地。而其原墓的鳥居則於2010年遷回林森公園。

## 評價
- 日本人对明石大佐的评论是：“没了乃木希典大将，旅顺也能拿下；没了东乡平八郎大将，日本海大海战也能赢；但没了明石元二郎大佐，日本绝赢不了日俄战争[14]。”[來源可靠？]
- 德意志皇帝威廉二世說：「明石元二郎一人、其成果超越日本滿洲20萬大軍」[14]。[來源可靠？]

## 影響

### 著書
- 『落花流水：明石元二郎大將遺稿』（陸軍参謀本部に対する復命書）

### 影視文化
2006年東映製作之超級戰隊系列年度作品轟轟戰隊冒險者的隊長冒險紅，其姓名延伸自明石元二郎。

### 電子遊戲
2022年發售的台灣電子遊戲『Dusk Diver 2 崑崙靈動』的登場角色當中，有一位穿著和服名為『柏蔭』的角色，推估有可能原型即為明石元二郎。